# Хау Жјанг
Хау Жјанг (виј. Hau Giang) је једна од 58 покрајина Вијетнама. Налази се у региону Делта Меконга. Заузима површину од 1.601,1 km². Према попису становништва из 2009. у покрајини је живело 757.300 становника. Главни град је Vị Thanh.